# Костас Лахас
Костас Лахас (на гръцки: Κώστας Λαχάς) е псевдоним на Константинос Лаханидис (Κωνσταντίνος Λαχανίδης), виден гръцки художник.

## Биография
Лахас е роден в 1936 година в кукушкото село Долни Тодорак (на гръцки Като Теодораки) в семейството на понтийски гърци. Завършва гимназия в Кукуш в 1955 година и същата година той започва следването си в Училището за икономика и политически науки на Университета „Аристотел“ в Солун. Успоредно започвада се занимава и с театър, участва в екипа, който създава Театър Градина в Солун и след това в Атина, а и след това Арт Театъра на Каролос Кун. Установява се в Солун, където работи в Македонското арт общество. В 1961 година започва работа в Държавния театър на Северна Гърция, до 1965 г., когато подава оставка.
Рисува и пише от 1960, участва в групови изложби в Атина и Солун, публикува проза и стихове. През ноември 1962 г. организира първата самостоятелна изложба във Френския институт в Солун и през февруари 1964 издава сборник проза. Същата година прави втората си самостоятелна изложба в Солун.
По време на военната хунта работи като книжар и в издателство „Темелио“, а на 21 септември 1972 г. открива първата си професионална галерия в Солун „Кахлия“, с голяма експозиция на Янис Гайтис. Оглавява „Кохлия“ до 1986 г.
Пише в седмичния вестник „Македоники Ора“, а през септември 1967 става редактор на ежедневника „Тесалоники“ и участва в редакционния съвет на „Егокерос“.
Избиран е за два последователни мандата като член на градския съвет в Солун през 1975 и 1978 г. Той е директор на Културния център „Велидиу“ и от 1999 г. е художествен ръководител на Държавния музей за съвременно изкуство.